# Mathieu III d'Alexandrie
Mathieu III d'Alexandrie (mort vers 1645) est le 100e patriarche copte d'Alexandrie.

## Biographie
Mathieu III d'Alexandrie devient Patriarche copte d'Alexandrie après la mort le 5e jour de Al-Nasi, 1346 A.M. (7 septembre 1629 A.D.)  de son prédécesseur le  Pape Jean XV d'Alexandrie 99e Pape d'Alexandrie. 
Selon les Bollandistes, en 1637 il aurait adressé au Pape Urbain VIII une correspondance pour l'assurer de sa soumission au Saint-Siège. Il meurt vers 1645